# Road Train (film)
Road Train is een Australische horrorfilm uit 2010. De film is in de Verenigde Staten uitgebracht met de titel Road Kill. De opnames vonden plaats in Adelaide en Flinders Ranges. De première was tijdens het Dungog Film Festival.

## Verhaal
Als vier jongeren op vakantie gaan, wordt hun SUV van de weg gedrukt door een mysterieuze road train. Craig loopt daarbij een gebroken arm op. De vrachtwagen stopt verderop, waarop de vier vrienden ernaartoe gaan voor hulp. De bestuurder is onvindbaar maar plots worden ze beschoten en besluiten te vluchten met de vrachtwagen. Nadat de jongens agressief en moorddadig worden, ontdekt Nina dat de vrachtwagen niet rijdt op fossiele brandstoffen maar op menselijke resten.

## Rolverdeling
- Xavier Samuel als Marcus
- Bob Morley als Craig
- Sophie Lowe als Nina
- Georgina Haig als Liz